# گمینا گوژکوو
گمینا گوژکوو (به لهستانی:  Gmina Gorzków) یک گمینا در لهستان است که در شهرستان کراسنستاف واقع شده‌است. گمینا گوژکوو ۹۶٫۱۹ کیلومتر مربع مساحت و ۴٬۰۵۵ نفر جمعیت دارد.